# Elektrotechnisch unterwiesene Person
Eine elektrotechnisch unterwiesene Person (EuP) ist eine Person, die „durch eine Elektrofachkraft über die ihr übertragenen Aufgaben und möglichen Gefahren bei unsachgemäßem Verhalten unterrichtet und erforderlichenfalls angelernt sowie über die notwendigen Schutzeinrichtungen und Schutzmaßnahmen belehrt wurde.“ (DIN VDE 0105-100) Eine elektrotechnisch unterwiesene Person ist von einer Elektrofachkraft für festgelegte Tätigkeiten zu unterscheiden.

## Grundlagen
Betriebliche Anforderungen können einen flexiblen Einsatz von Betriebspersonal verlangen. Vor diesem Hintergrund werden auch elektrotechnische Arbeiten von Nichtelektrikern erwartet. Zur Gewährleistung eines Mindestmaßes an Arbeitssicherheit, fordert die Berufsgenossenschaft Energie Textil Elektro Medienerzeugnisse BGETEM in der Unfallverhütungsvorschrift Elektrische Anlagen und Betriebsmittel (früher als BGV A3 bezeichnet) mindestens eine Ausbildung zur elektrotechnisch unterwiesenen Person (EuP). 

„Der Unternehmer hat dafür zu sorgen, dass elektrische Anlagen und Betriebsmittel nur von einer Elektrofachkraft oder unter Leitung und Aufsicht einer Elektrofachkraft den elektrotechnischen Regeln entsprechend errichtet, geändert und instandgehalten werden.“

Einschlägige Vorgaben enthalten auch die Technische Regeln für Betriebssicherheit (TRBS) der Betriebssicherheitsverordnung (BetrSichV) von 2002.
Elektrotechnisch unterwiesene Personen führen unter Leitung und Aufsicht von Elektrofachkräften Arbeiten an elektrotechnischen Anlagen, Betriebsmitteln oder Installationen durch. Nach einer erfolgten Unterweisung durch eine Elektrofachkraft, ist die elektrotechnisch unterwiesene Person somit ausschließlich für die Aufgaben geeignet, für die sie unterwiesen wurde. Außerdem muss der jeweilige Mitarbeiter nach der Unterweisung durch den jeweiligen Betrieb schriftlich durch Garantenverantwortung bestellt werden. Die Unterweisung hat durch die verantwortliche Elektrofachkraft mindestens jährlich zu erfolgen.

## Aufgaben elektrotechnisch unterwiesener Personen
Während die Elektrofachkraft mögliche Gefahren erkennen und die ihr übertragenen Arbeiten eigenverantwortlich beurteilen muss, also Fachverantwortung trägt, gilt die elektrotechnisch unterwiesene Person als ausreichend qualifiziert, wenn sie über die ihr übertragenen Aufgaben und die möglichen Gefahren bei unsachgemäßen Handeln sowie über die notwendigen Schutzeinrichtungen und Schutzmaßnahmen ausreichend unterwiesen, eingewiesen und – falls erforderlich – angelernt worden ist.
Da in vielen Betrieben keine Elektrofachkraft ständig verfügbar ist, können elektrotechnisch unterwiesene Personen (EuP) einfache Wartungsmaßnahmen oder Prüfungen vornehmen. Diese Arbeiten dürfen jedoch nur unter Leitung und Aufsicht einer Elektrofachkraft erfolgen. Dies bedeutet nicht, dass die leitung- und aufsichtführende Elektrofachkraft (EFK) permanent zugegen sein muss. Sie muss sich in geeigneten Zeitabständen davon überzeugen, dass die EuP den gegebenen Anweisungen (am besten schriftliche Arbeitsanweisungen) auch Rechnung trägt. Daraus ergibt sich, dass die EuP jederzeit die Möglichkeit haben muss, bei Unklarheiten Rückfragen an die Elektrofachkraft richten zu können.  Diese unabdingbare Kontrollpflicht muss bei einem Vorfall (z. B. Unfall) nachgewiesen werden. Allerdings wird die Forderung aus der DGUV V3, VDE 1000-10 wie auch VDE 0105-100 zur zwingend erforderlichen Leitung und Aufsichtsführung in vielen Fällen nicht durchgeführt bzw. unterschätzt.
Zu den Aufgaben zählen beispielsweise:
- Arbeiten in der Nähe von unter Spannung stehenden Teilen
- Heranführen von
  - Prüf- und Messgeräten
  - Werkzeugen zur Reinigung
  - Abdeckungen und Abschrankungen

an spannungsführende Teile
- Anspritzen von unter Spannung stehenden Teilen zur
  - Brandbekämpfung
  - Reinigung
- Herausnehmen und Einsetzen von Sicherungseinsätzen mit geeigneten Hilfsmitteln, wenn dies gefahrlos möglich ist
- Arbeiten unter Spannung
  - an Akkumulatoren <= 120 V
  - an Photovoltaikanlagen <= 120 V
  - in Prüfanlagen und Laboratorien
- Wiederholungsprüfungen von
  - beweglichen Betriebsmitteln

Zu beachten ist dabei, dass eine EuP die Wiederholungsprüfung an beweglichen Betriebsmitteln nur noch in einem Prüfteam durchführen darf. Für die Bewertung der Prüfergebnisse ist immer die beauftragte „Befähigte Person“ nach TRBS 1203 zuständig. Eine EuP kann keine „Befähigte Person“ nach TRBS 1203 werden und demzufolge nicht eigenverantwortlich prüfen. Hierzu ist auch die DGUV Information 203-070 zu berücksichtigen.
Die EuP darf keine Instandsetzungen oder Installationen eigenverantwortlich durchführen. Für Betriebe ohne Elektrofachkraft kann die Leitung und Aufsichtsführung auch eine externe Person mit passender Qualifikation als Dienstleistung übernehmen.